# 垣生村 (愛媛県新居郡)
垣生村（はぶむら）は、愛媛県新居郡にあった村。現在の新居浜市垣生にあたる。

## 地理
- 海洋 : 燧灘
- 岬 : 垣生崎
- 河川 : 落神川

## 歴史
- 1889年（明治22年）12月15日 - 町村制の施行により、近世以来の垣生村が単独で自治体を形成。
- 1953年（昭和28年）5月3日 - 新居浜市に編入。同日垣生村廃止。